# Drive Hard
Pour plus de détails, voir Fiche technique et Distribution.
Drive Hard est un film américano-australien  réalisé par Brian Trenchard-Smith et sorti en 2014.

## Fiche technique
- Titre original : Drive Hard
- Réalisation : Brian Trenchard-Smith
- Scénario : Chad Law et Evan Law
- Photographie : Tony O'Loughlan
- Montage : Peter Carrodus
- Musique : Bryce Jacobs
- Direction artistique : Jonathon Hannon
- Production : Paul O'Kane et Pam Collis
- Société de production : Odyssey Media
- Société de distribution : Image Entertainment (USA), France Télévisions Distribution (France)
- Genre : action
- Budget : 12 millions de dollars
- Durée : 92 minutes
- Dates de sortie : 
  - États-Unis : 3 octobre 2014
  - France : 20 août 2014 en DVD

## Distribution
- John Cusack : Simon Keller
- Thomas Jane : Peter Roberts
- Zoe Ventoura : Agent Walker
- Christopher Morris : Rossi
- Yesse Spence : Tessa Roberts
- Damien Garvey (en) : Smith